# Дванадесетоъгълник
Дванадесетоъгълникът (също и додекагон, от старогръцки: δώδεκα + γωνία – „дванадесет“ + „ъгъл“) е многоъгълник с дванадесет страни и ъгли. Сборът на всички вътрешни ъгли е 1800° (10π). Има 54 диагонала.

## Правилен дванадесетоъгълник
При правилния дванадесетоъгълник всички страни и ъгли са равни. Вътрешният ъгъл е 150°, а външният и централният – 30°.

### Лице
Лицето S на правилен дванадесетоъгълник може да бъде намерено по три начина:
- По страната a:

{\displaystyle S=3a^{2}\left(2+{\sqrt {3}}\right)=3a^{2}\cdot \cot(15^{\circ })\approx 11,1961524\,a^{2}}
- По радиуса R на описаната окръжност:

{\displaystyle S=6R^{2}\cdot \sin(30^{\circ })=3R^{2}}
- По радиуса r на вписаната окръжност (т.е. апотемата):

{\displaystyle S=12r^{2}\left(2-{\sqrt {3}}\right)=12r^{2}\cdot \tan(15^{\circ })\approx 3,2153903\,r^{2}}

### Построение
Тъй като 12 е произведение на 2² и 3, което е просто число на Ферма, правилен дванадесетоъгълник може да бъде построен с линийка и пергел:

## Използване

### Пана
- Пресечено шестоъгълно пано
- Пресечено тришестоъгълно пано
- Шестоделно пресечено тришестоъгълно пано
- Додекагонирано квадратно пано